# Age of Mythology
Age of Mythology — відеогра жанру стратегії в реальному часі, розроблена компанією Ensemble Studios і видана компанією Microsoft Game Studios в жовтні 2002 року для США і листопаді для Європи. 4 вересня 2024 року вийшов ремейк під назвою Age of Mythology: Retold.
На відміну від інших ігор серії Age of Empires, Age of Mythology заснована на міфах і легендах стародавніх цивілізацій, а не історичних подіях.

## Ігровий процес

База і війська греків (Extended Edition)

### Основи
Будучи стратегією в реальному часі, Age of Mythology передбачає будівництво баз, збирання ресурсів, створення армій і бої з ворогами. На початку гравець володіє міським центром, кількома робітниками, початковим воїном, стартовим запасом ресурсів і має заступництво обраного божества-покровителя. Робітники збирають їжу, дерево, золото, і зводять споруди. Поступово відкриваються такі споруди як казарми, стайні тощо; в них стають доступними нові юніти — рядові війська та герої, а також їх вдосконалення. Кожен юніт займає 1-5 очок населення, яких існує ліміт. Зведенням жител та додаткових міських центрів на місці поселень цей ліміт підвищується, максимум до 300. Згодом стає можливо отримувати і очки заступництва божеств, які витрачаються на найм фантастичних істот або прикликання божественного втручання. Навколо баз можливо збудувати мури з брамами та оборонними баштами.
Протягом кожної місії кампанії чи гри в мультиплеєрі, гравець повинен провести свою базу через кілька рівнів розвитку, умовно званих «епохами»: архаїчну, класичну, героїчну і міфічну. Для переходу в кожну нову епоху необхідно витратити деяку кількість ресурсів в міському центрі. З переходом в наступну епоху відкриваються нові бойові одиниці і споруди, та дається вибір додаткового божества-покровителя. Божества визначають які вдосконалення для будівель або юнітів будуть доступні, яких міфічних істот можна наймати і які «божественні сили» використовувати.
Базова версія Age of Mythology має три грабельних нації: греки, єгиптяни і скандинави. У кожної нації в грі є божества-покровителя. З їх числа три «головних» божества і по дев'ять другорядних.

### Ресурси
У грі чотири види ресурсів, що витрачаються на зведення будівель, найм юнітів і вивчення технологій: їжа, дерево, золото і заступництво. Їжа, дерево і золото мусять зноситися до міського центру, або до складів.
- Їжа отримується від збору ягід, полювання, а потім риболовлі та фермерства. В їжу використовуються як дикі, так і свійські тварини, причому з часом вони відгодовуються, що збільшує їхню цінність.
- Дерево дається від вирубки лісу.
- Золото можна добувати з золотих копалень, або на ринках, де воно обмінюється на дерево чи їжу. Крім того гравець може посилати каравани між двома союзними будівлями — ринком і центром міста; що більша відстань між ними, то більше золота приносить караван.
- Заступництво витрачається на божественні втручання, такі як удар блискавки чи сцілення військ, найм міфічних істот, зведення деяких споруд і вивчення спеціальних вдосконалень. Кожна з націй отримує цей ресурс інакшим чином.

### Епохи
- Архаїчна епоха — епоха збиральництва, за якої здійснюється розвідка місцевості та побудова базових споруд.
- Класична епоха — вимагає наявності храму, характеризується доступом до оборонних споруд, ферм і казарм, нових вдосконалень. В ній можна наймати перших міфічних істот і засновувати нові міські центри.
- Героїчна епоха — вимагає наявності зброярні. У всіх націй стає доступним ринок і додаткові вдосконалення. З відкритими в цій епосі військами стають можливі масштабні бойові дії.
- Міфічна епоха — вимагає наявності ринку, стають доступні всі будівлі, війська та вдосконалення (згідно з обраними божествами). У цю епоху можна побудувати Чудо — монумент, який значно посилює війська і якщо впродовж 10-и хвилин не буде знищений, приносить власнику перемогу.

### Війська
Серед військ є як засновані на історичних видах воїнів мечники, списоносці, стрільці та вершники, так і цілителі, чаклуни, чудовиська, а також облогові знаряддя та кораблі. Юніти володіють запасом здоров'я, броні (захищає від рублячих або колючих атак) і атакою (рублячою, колючою або дроблячою). За роллю на полі бою поділяються на піхоту, стрільців, вершників, облогові знаряддя, кораблі, міфічних істот і героїв.
Піхотинці переважно ефективні проти стрільців, вершників та облогових знарядь, але в той же час самі вразливі перед стрільцями, наймаються головним чином за їжу; стрільці ефективні проти піхоти та інших стрільців, але вразливі перед вершниками, наймаються переважно за дерево; вершники ефективні проти облогових знарядь, вразливі перед піхотинцями, наймаються переважно за золото; облогові знаряддя ефективні проти споруд, вразливі перед піхотинцями. Кораблі поділяються на транспортні, стрілецькі та таранні/облогові. Стрілецькі та облогові можуть атакувати сухопутних юнітів і споруди на берегах відповідно. Таранні призначені для знищення інших кораблів. Більшість кораблів вразливі перед стрільцями. Міфічні юніти здебільшого ефективні проти піхоти, їхні характеристики сильно різняться, але ці істоти відіграють визначальну роль на полі бою завдяки значному запасу здоров'я та сильній атаці. Окремо виділяються герої — особливо потужні та витривалі воїни, що додатково здатні збирати реліквії, які дають гравцеві бонуси, будучи поміщеними в храм.

### Нації
- Греки — заснована на образі античної Греції нація, найзбалансованіша та найнаближеніша до реальності з усіх. Як базові війська використовує історичні типи воїнів, має небагато міфічних істот. Герої греків сильні та витривалі, спеціалізуються на боротьбі з невеликими групами людських воїнів та міфічними істотами. Можуть мати максимум 4 героя, котрі визначаються тим, яких бога чи богиню обрано покровителем. Заступництво отримують в храмі від молитов робітників. В доповненні The Titans отримали найсильнішого юніта — Цербера. Головними божествами шанують Зевса, Аїда і Посейдона.
- Єгиптяни — заснована на образі стародавнього Єгипту з елементами елліністичної доби. Робітники єгиптян створюють початкові споруди безкоштовно, але повільно працюють. Їхні герої — фараон і жерці, порівняно слабкі та вразливі, але здатні лікувати свої війська. Гравець може володіти багатьма жерцями, але тільки одним фараоном (за заступництва Осіріса двома), який наймається безкоштовно, не займає очок населення та воскресає через якийсь час після загибелі. Заступництво отримується через зведення монументів на честь богів (максимум 5). Кожен монумент постійно дає цей ресурс і його надходження гравець не може контролювати. «Титан» — антропоморфний птах, заснований на образі Ра чи Гора. Головні божества — Ра, Ісіда й Сет.
- Скандинави — заснована на скандинавських народах, зокрема вікінгах. Скандинави зосереджені на використанні піхоти та не мають стрільців (єдиний аналог — метальники сокир). Мають робітників двох типів: збирачів (лише збирають ресурси, але не можуть будувати) і гномів (швидше збирають золото і можуть будувати ферми). Гномів можливо перетворити на воїнів ульфсарків (також наймаються окремо), які можуть як битися, так і створювати споруди, де наймаються інші війська. У цієї нації наявні мобільні точки збору ресурсів, представлені возами. На відміну від решти націй, скандинави мають змогу наймати необмежену кількість героїв — воїнів херсирів. За покровительства Бальдра всі робітники можуть бути перетворені на героїв «воїнів Раґнарьоку». Заступництво отримують, знищуючи ворожих юнітів і споруди. «Титан» — льодяний велетень. Головні божества — Тор, Одін та Локі[3].
- Атланти — додана в доповненні The Titans нація, заснована на міфічній Атлантиді, що поєднує риси цивілізацій Середземномор'я та Мезоамерики. Атлантійські юніти дорогі, зате надзвичайно ефективні. Робітники атлантів вимагають багато ресурсів і часу для найму, але витривалі, швидко працюють, самі переходять на нові джерела ресурсів і мають віслюків, які виконують функцію точок збору ресурсів. Всі людські юніти можуть бути перетворені на свої героїчні версії, отримуючи збільшені характеристики, в тому числі робітники. Житла дають більше, ніж в інших націй, очок населення, але їх кількість обмежена. Божественні сили дозволяється використовувати більше, ніж раз. Заступництво отримують від міських центрів і здатні будувати їх вже в архаїчну епоху. «Титан» — лавовий ґолем. Головні божества — Кронос, Уран і Гея[4].
- Китайці — додана в доповненні Tale of the Dragon, заснована на стародавньому Китаї. Ця нація має потужну економіку з удосконаленнями, котрі здешевшують найм військ і будівництво споруд. Війська натомість дорогі та вузькоспеціалізовані, зосереджені на використанні вершників. Заступництво китайці отримують від садів, яких максимум може бути 10, і які додатково дають постійний притік вказаного ресурсу. Китайські герої представлені монахами та безсмертними. Монахи можуть брати під контроль ворогів і лікувати себе й союзників. Безсмертні наділені сильною атакою, особливо проти літаючих істот. «Титан» — велетень Пань-гу. Головні божества — Фу-сі, Нюй-ва та Шень-нун.

## Кампанія
Age of Mythology має одну кампанію з 32-х місій під назвою «Падіння Тризубця» (англ. Fall of the Trident), поділену на три частини. Сценарій гри оснований на вільному переказі давньогрецьких, давньоєгипетських і скандинавських міфів. Сюжет викладається у вигляді кат-сцен, створених на рушієві гри, що показуються на початку, а також, іноді, в кінці місій. Впродовж кампанії гравець керує всіма трьома доступними расами: греками, єгиптянами та скандинавами.
Крім основної кампанії, є доповнення під назвою The Golden Gift (Золотий подарунок), яке розкриває подальшу долю персонажів кампанії за скандинавів.

## Сюжет

### Падіння Тризубця
Грецька кампанія. Адмірал Аркантос прибуває в Атлантиду де отримує новину, що країна втрачає заступництво бога Посейдона. Для виправлення становища слід вирушити на допомогу Трої. Аркантос не вважає це за потрібне, але в цей час на Атлантиду нападає Кракен і прибувають пірати. Він захищає Атлантиду від нападів і женеться за піратами, які викрали тризубець зі статуї Посейдона. Зрозумівши викрадення тризубця як знак, що Посейдон відвернувся від його народу, Аркантос вирушає на Троянську війну, дорогою знаходить піратів та відправляє тризубець додому. Біля Трої він б'ється разом з Агамемноном. Після декількох боїв Аркантос разом з Одіссеєм і Аяксом розробляють план захоплення міста, що включає збір деревини та будівництво Троянського коня.
Після перемоги Аркантос і Аякс вирушають до Греції до кентавра Хірона, щоб полагодити кораблі. Але діставшись до його майстерень, вони виявляють, що порт захоплений розбійниками. Після звільнення Хірон повідомляє, що його народ потрапив у рабство. Разом вони вирушають на північ, де знаходять бранців, які розкопують прохід в Тартар під керівництвом циклопа Гаргаренсіса, керівника ватажка піратів Камоса, що стояв за нападом на Атлантиду. Герої йдуть за ним і доходять до величезної брами в Тартар, яку намагаються зруйнувати тараном циклопи Гаргаренсіса. Попри те, що герої не знають, що це за брама, вони знищують таран. Але Гаргаренсіс вибирається нагору, відрізавши шлях назад. Герої залишаються в підземному світі. Подружившись з тінями померлих, вони борються з чудовиськами, які населяють підземелля. Аркантос розшукує реліквії і здійснює поклоніння Зевсу, за що отримує порятунок у вигляді шляху нагору.
Єгипетська кампанія. Герої опинилися в Єгипті, де зустрічаються з нубійською воїтелькою Аманрою, якій доводиться допомогти в обороні та відкопати артфакт, за яким полює жрець Кемсіт. Аманра збирає частини тіла Осіріса, вбитого Сетом, щоб воскресити його. Під час подорожей Єгиптом за ковчегами з останками Осіріса Аркантосу сниться сон, в якому Афіна розповідає йому про наміри Гаргаренсіса звільнити з Тартару Кроноса, зруйнувавши одні з брам, щоб стати безсмертним. Аманра відвойовує ковчег у прислужника Гаргаренсіса — Кемсіта, Хірон витягує голову Осіріса зі священного дерева, а Аркантос і Аякс вбивають ватажка піратів Камоса, який заволодів останньою частиною. Після проведення обряду біля піраміди, Осіріс воскресає і знищує армію Гаргаренсіса, але лиходієві вдається втекти і поплисти до брами в Тартар, розташованої в Скандинавії.
Прямуючи на північ Аркантос і Аякс знаходять судно Одіссея, яке зазнало аварії, і свиней, які насправді є зачаклованими солдатами. Герої також стають свиньми і повинні знайти храм Зевса, аби знову набути людської подоби. Знайшовши храм, вони знищують чаклунку Цирцею, яка й зачаклувала їх.
Скандинавська кампанія. Досягнувши півночі герої зустрічаються з карликами Брокком і Ейтрі, які вирішують показати дорогу в Ніфльхейм в обмін на захист своїх майстерень від велетнів. По дорозі вони зустрічають старого Скалта, який доручає їм нести прапор, що повинно возз'єднати розрізнені клани. Однак, ефект від прапора протилежний. Скалт зізнається, що він — втілення Локі, котрий допомагає Гаргаренсісу. Знайшовши браму в Тартар, герої знову намагаються знищити таран Гаргаренсіса, але в ході битви гине Хірон. Слугам Гаргаренсіса вдається зламати замок брами, але її запечатують молотом Тора. Війська Гаргаренсіса розбиті, на підмогу героям приходять війська під проводом Одіссея, і Аякс відрубує голову Гаргаренсісу.
Після повернення в Атлантиду Аркантос виявляє, що голова Гаргаренсіса, яку він віз як трофей, перетворилася на голову його прислужника Кемсіта. Насправді Гаргаренсіс обдурив Аркантоса і прибув до Атлантиди раніше. Тепер він намагається відкрити останню браму, розташовану в головного храму Посейдона. Аркантос будує монумент на честь Зевса, за що бог дає Аркантосу божественну силу знищити оживлену Гаргаренсісом статую Посейдона. Проте руйнування статуї призводить до затоплення Атлантиди. Аркантос гине, та Афіна перетворює його на напівбога, зробивши безсмертним.

### Золотий подарунок
Доповнення до офіційної кампанії, викладене у вигляді вільного контенту на сайті Microsoft.
Кампанія оповідає про подальшу долю братів Брокка і Ейтрі, героїв оригінальної кампанії. Вони збираються створити механічного золотого кабана в подарунок Фрейру. Скалт намагається перешкодити цим планам, сказавши кожному з братів, що інший брат збирається привласнити собі авторство кабана. Коли ж вони, попри це, все-таки закінчують створення механізму, Скалт викрадає кабана і ховає його в фортеці Локі. Але брати збирають армію і відвойовують подарунок, який підносять Фрейру.

## Доповнення та версії
- Age of Mythology: The Titans — доповнення 2003 року, що додає нову цивілізація атлантів і кампанію за них, а також нових юнітів і вдосконалення. Упровадило додатковий тип військ — титанів. Події гри відбуваються через 10 років після оригінальної Age of Mythology. Посланець Кроноса спонукає сина Аркантоса, Кастора, перетворити поселення вцілілих атлантів на Нову Атлантиду. Кастору належить відродити велич Атлантиди й завадити Кроносу випустити з Тартару ув'язнених там титанів[4].
- Age of Mythology: Extended Edition — версія, видана в 2014, містить оригінальну Age of Mythology, кампанію Golden Gift, та доповнення The Titans. Має покращені візуальні ефекти, інтеграцію зі Steamworks та Twitch, хмарне збереження прогресу, підтримує високу роздільність екрана[6].
- Age of Mythology: Tale of the Dragon — доповнення, видане 2016 року. Присвячене китайській міфології, воно надає кампанію за китайську цивілізацію, а також осучаснену графіку гри та вдосконалений баланс націй[7][8].

## Age of Mythology: Retold
Ремейк гри під назвою Age of Mythology: Retold, розроблений World's Edge і Forgotten Empires, видала Xbox Game Studios 4 вересня 2024 року для Windows і Xbox Series X/S. Ремейк надає оновлену графіку та зміни ігрового процесу. Зокрема, здібності богів стали багаторазовими і було розширено багатокористувацькі змагальні можливості.

## Оцінки та відгуки
| Агрегатор    | Оцінка |
| ------------ | ------ |
| GameRankings | 89 %   |
| Metacritic   | 89/100 |

| Видання        | Оцінка        |
| -------------- | ------------- |
| Game Informer  | 9.5 out of 10 |
| GameRevolution | B+            |
| GameSpot       | 9.2 out of 10 |
| IGN            | 9.3 out of 10 |
| PC Gamer (США) | 86%           |

Age of Mythology отримала схвалення від критиків. Вона була номінована на Academy of Interactive Arts & Sciences' як «Відеогра року» і «Стратегічна гра року для ПК».
Критики в більшості відзначали хорошу на той час графіку Age of Mythology. Оглядач з IGN Стів Баттс висловився щодо гри: «деякі фантастичні ефекти і правдоподібні анімації роблять її радістю для очей. Відмінності між арміями і оточеннями дивовижні». Оглядач з GameSpot Крег Касавін оцінив графіку в 9 з 10, зі словами, що «Age of Mythology чудово виглядає, наповнена яскравими кольорами і майстерно деталізованою анімацією».
IGN похвалили Age of Mythology за її кампанію. Проте GameSpot сказали, що «коли декотрі з місії кампанії мають особливі умови або мінливі завдання, сюжет гри не виглядає настільки захопливим».